# Žlijezda
Žlijezde su organi koji imaju ulogu proizvodnje tvari korisnih za organizam i njihovog izlučivanja. Žlijezda je obično sastavljena od parenhima kojeg čine stanice epitela koje proizvode i izlučuju sekret i strome sastavljene od vezivnog tkiva koji oblikuje i podržava tkivo žlijezde i omogućuje prolaz krvnih žila i živčanih završetaka u samu žlijezdu.
Na temelju dijela tijela gdje izlučuju proizvedene tvari, žlijezde se dijele na dvije vrste:
- egzokrine žlijezde (žlijezde s vanjskim lučenjem) luče proizvedene tvari izvan tijela ili u šupljine koje su povezane s vanjskim prostorom,
- endokrine žlijezde (žlijezde s unutarnjim lučenjem), koje luče proizvedene tvari u krv.

Sve žlijezde imaju isto podrijetlo u histološkom smislu. Potječu od sloja epitela koji se procesom invaginacije produbi u vezivno tkivo na kojem leži, tvoreći tako vrećastu tvorevinu. Stanice koje čine bazalni dio ("dno") vrećaste strukture se naknadno diferenciraju i specijaliziraju za proizvodnju sekreta. Ove vrećaste strukture, koje nose naziv adenomeri, čine osnovnu građevnu jedinicu svake žlijezde. Adenomeri se vrlo često organiziraju u grozdaste strukture višeg reda koje su kod egzokrinih žlijezda povezane sekrecijskim kanalom s epitelom od kojeg vuku podrijetlo, tj. s epitelom neke tjelesne šupljine ili s kožom. Tkiva endokrinih žlijezda imaju isti mehanizam nastanka, s razlikom da stanice endokrinih žlijezda gube vezu s izvornim tkivom i ne organiziraju se u adenomere. Parenhim endokrine žlijezde je organiziran oko guste mreže vijugavih kapilara unutar kojih izlučuju proizvedene tvari, tj. hormone.
Na temelju mjesta gdje se izlučuju, tvari proizvedene od žlijezda možemo podijeliti u tri skupine:

sekreti se izlučuju u unutarnje šupljine u tijelu (npr. slina, žuč, probavni sokovi gušterače),

ekskreti se izlučuju izvan tijela (npr. znoj, cerumen, loj),

inkreti ili hormoni koji se izlučuju u krv.

## Vanjske poveznice
Ostali projekti
|  | Zajednički poslužitelj ima još gradiva o temi Žlijezda |